# Питерсон, Дональд Херод
Дональд Херод Питерсон (англ. Donald Herod Peterson; 22 октября 1933, Уинона — 27 мая 2018) — астронавт НАСА. Совершил один космический полёт: в качестве специалиста по программе полёта на шаттле «Челленджер» — STS-6 (1983), на его счету один выход в открытый космос, полковник.

## Рождение и образование

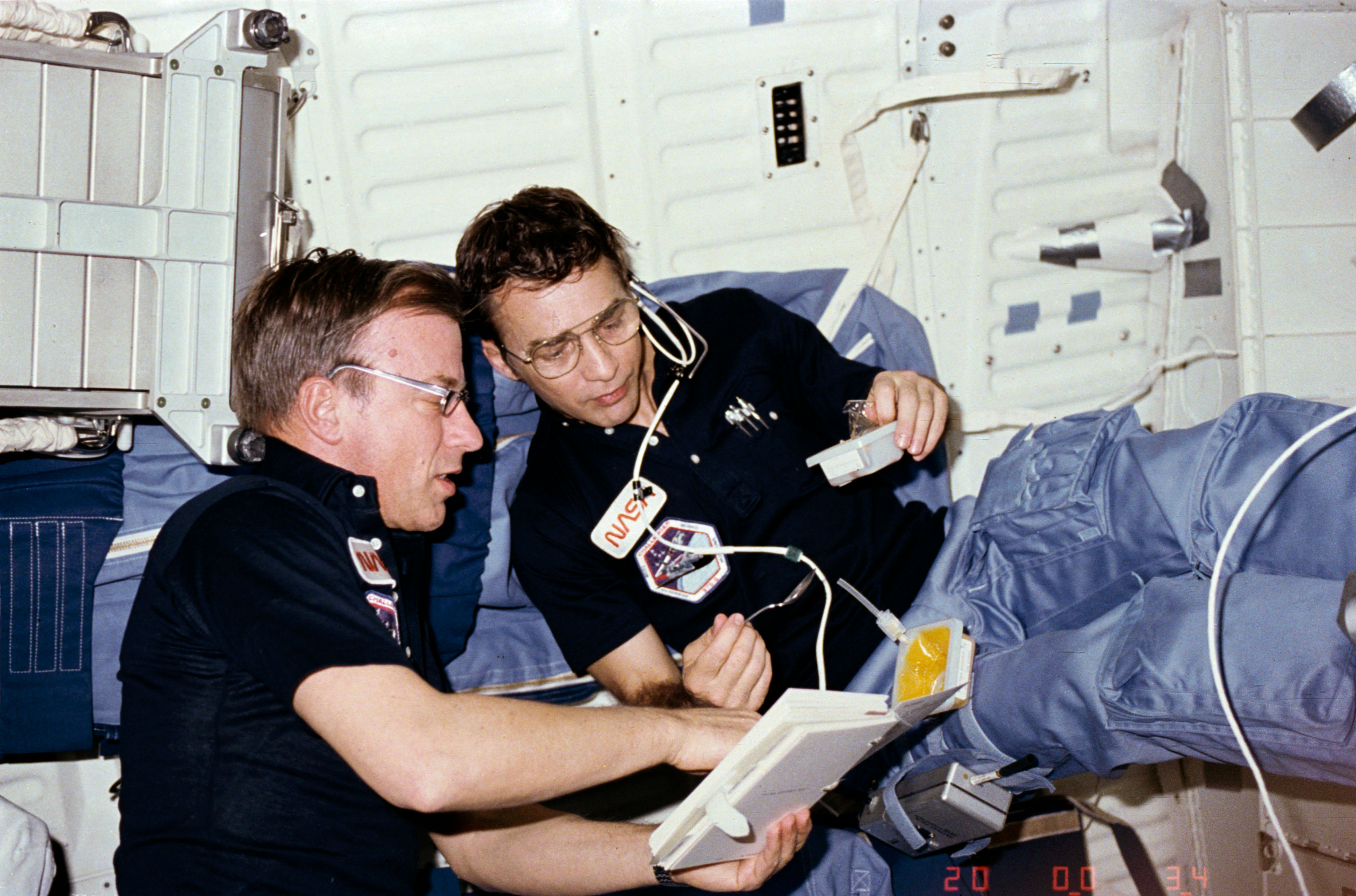
Уайтц показывает Питерсону (справа) список работ.

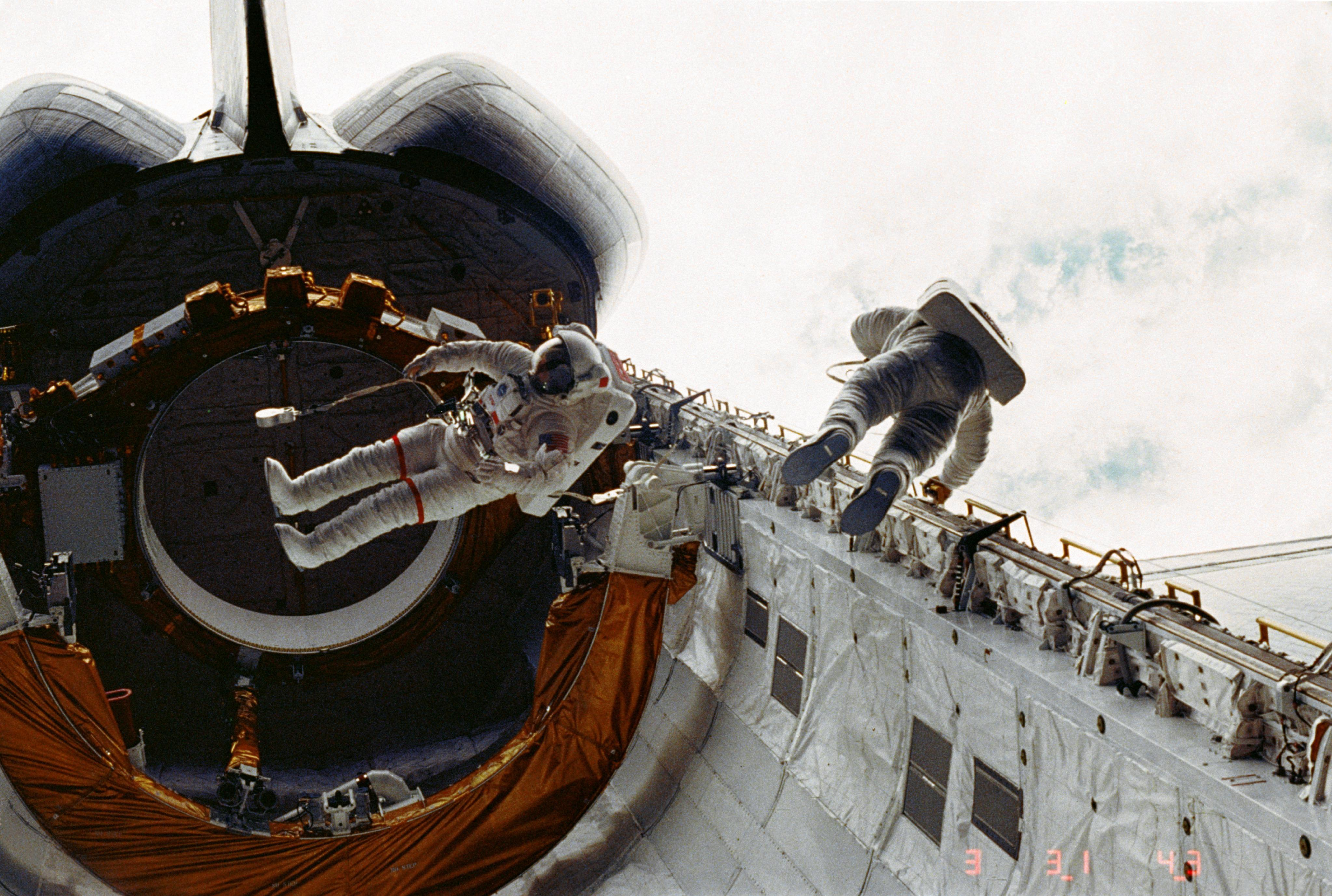
Работы в открытом космосе. Масгрейв и Питерсон (справа).

Родился 22 октября 1933 года в городе Уинона, штат Миссисипи, там же окончил среднюю школу высшей ступени. В 1955 году окончил Военную академию сухопутных войск США в Вест-Пойнте (Нью-Йорк) и получил степень бакалавра. В 1962 году в Технологическом институте ВВС на авиабазе Райт-Паттерсон, Огайо, получил степень магистра наук по ядерной энергетике.

## Военная карьера
В 1955—1959 годах служил в Командовании подготовки кадров ВВС в качестве пилота-инструктора и офицера по военной подготовке.
В 1960—1963 годах служил в Командовании систем вооружения ВВС в качестве аналитика отдела ядерных систем. В 1965 году служил летчиком-истребителем в Командовании тактических ВВС, в течение 3-х месяцев прошёл тренировки по применению оружия ближнего боя. Окончил Аэрокосмическую школу пилотов-исследователей на авиабазе Эдвардс в Калифорнии. Общий налет составляет более 5 300 часов, из них около 5 000 часов на реактивных самолётах. Звания: майор ВВС (в 1967 году), полковник ВВС (в отставке с 1979 года). Общий налет составляет более 5 300 часов, из них около 5 000 часов на реактивных самолётах.

## Космическая подготовка
Был одним из четырёх пилотов, отобранных в июне 1967 года по программе «Пилотируемой орбитальной лаборатории (ПОЛ)» ВВС для полётов на орбитальной станции (третий набор в отряд MOL). Когда в мае 1969 года программа была отменена, астронавтам была предоставлена возможность перейти в отряд астронавтов НАСА. После расформирования отряда ПОЛ, в августе 1969 года был зачислен в отряд астронавтов НАСА в составе 7-го набора. Прошёл курс общекосмической подготовки.
Входил в резервный экипаж корабля «Аполлон-16» (в качестве пилота лунного модуля) старт которого был запланирован на декабрь 1973 года, но был отменен в сентябре 1970 года, а затем нереализованного полёта «Аполлон-19» (в том же качестве).
Во время полёта космического корабля «Аполлон-16» выполнял функции оператора связи с экипажем в Центре управления в Хьюстоне. После начала работ по программе Спейс шаттл прошёл подготовку в качестве специалиста полёта.

## Космический полёт
- Первый полёт — STS-6[5], шаттл «Челленджер». C 4 по 9 апреля 1983 года в качестве специалиста по программе полёта. Продолжительность полёта составила 5 суток 0 часов 24 минуты. Это был первый полёт «Челленджера», впервые был осуществлён выход в открытый космос из шаттла, а также впервые использовался «Extravehicular Mobility Unit» — скафандр для выхода в открытый космос. В качестве полезной нагрузки шаттл нёс на борту первый спутник системы TDRS, экипажем челнока был произведён запуск спутника. Питерсон и Масгрейв совершили выход в открытый космос продолжительностью 3 часа 50 минут (цель — проверка нового скафандра)[6].

Общая продолжительность полётов в космос — 5 суток 0 часов 24 минуты.

## После полёта
Ушел из отряда астронавтов в ноябре 1984 года и с этого времени стал работать консультантом в области пилотируемых космических полётов.

## Награды
Имеет награды: Медаль ВВС «За заслуги», Медаль похвальной службы (США), Медаль «За космический полёт» (1983).

## Семья
Был женат и имел троих детей. Увлечения: тяжелая атлетика, плавание, оздоровительный бег, чтение и математика.